# 9790 Deipyrus
9790 Deipyrus este o planetă minoră (asteroid), cu un diametru de 32,771 km, din Asteroid troian al lui Jupiter. A fost descoperită pe 25 iulie 1995 la Observatorul Național Kitt Peak de Spacewatch și a fost numită după Deipyrus⁠(d). 
Obiectul prezintă o orbită caracterizată de o semiaxă mare de 5,2463965 UAi, o excentricitate de 0,06, o înclinație de 5,91703 ° în raport cu ecliptica.